# Utagava Hirosige

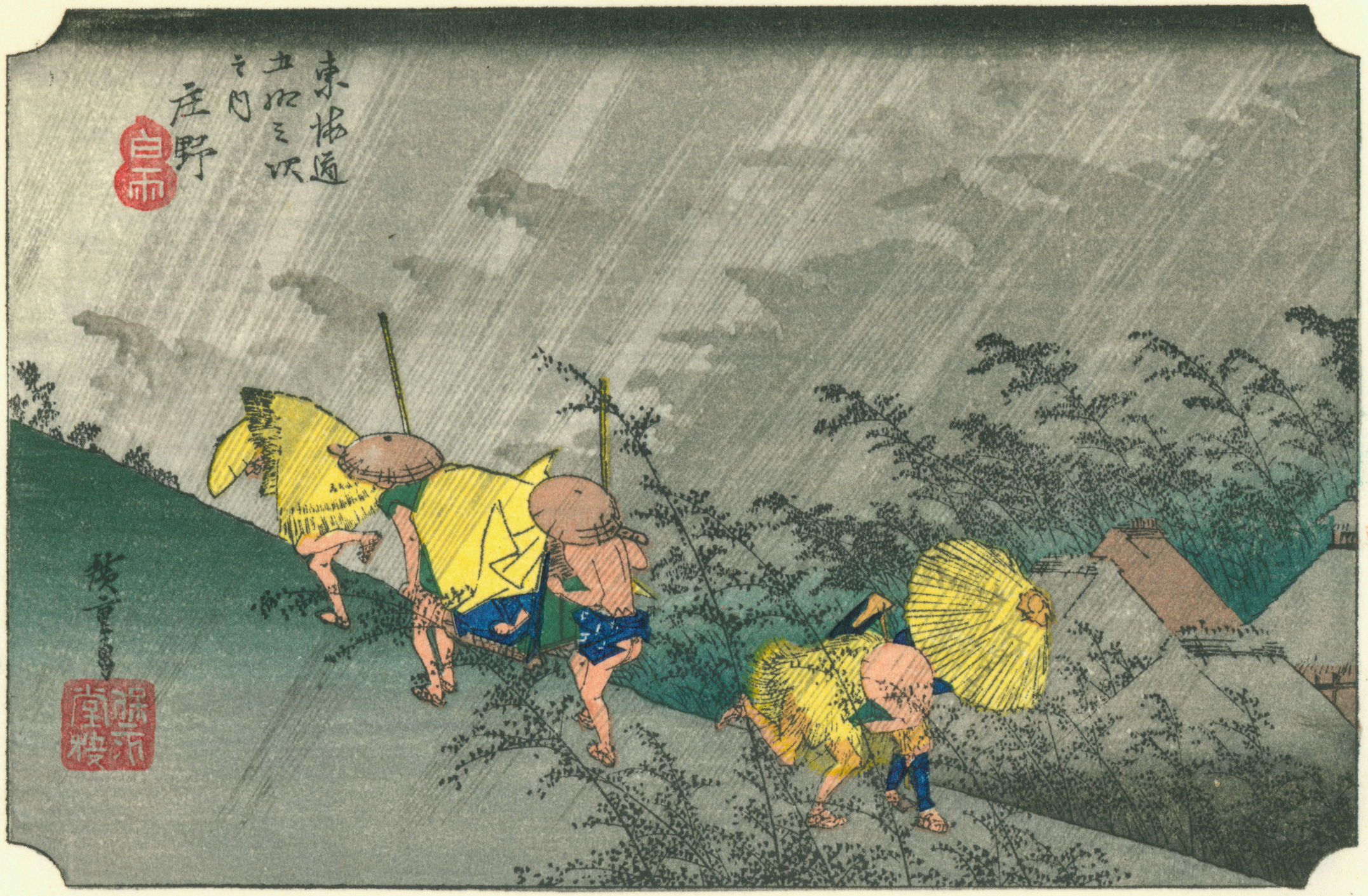
Zápor Sónóban

Utagava Hirosige (歌川広重, Hepburn-átírással: Utagawa Hiroshige; művésznevén Icsijúszai Hirosige, 一幽斎廣重, Hepburn-átírással: Ichiyūsai Hiroshige, Andó Hirosige, 安藤広重, Hepburn-átírással: Andō Hiroshige) (1797–1858. október 12.) japán festő.
Az ukijo-e egyik legismertebb művelője, van Gogh és Gauguin megihletője; több mint ötezer fametszetet készített, hozzáértők az egytizedét tartják sikeresnek, s minőség szerint ezeket is kilenc kategóriába sorolják. Legnépszerűbbek és -kiemelkedőbbek a Tókaidó godzsúszancugi (1832, 'A Tókaidó ötvenhárom postaállomása') – ebből a legtöbbet reprodukált a „Zápor Sónóban”, amelyen félmeztelen gyaloghintóvivők és szalmaruhás-papíresernyős parasztok dőlnek bele az esőbe a hágó kísértetiesen hajladozó fenyőárnyainak és bambusznádjainak előterében –, valamint a Meiso Edo hjakkei (1850-es évek, 'Edo száz látképe') című sorozatai.